# Ace Gruenig
Robert F. "Ace" Gruenig (ur. 12 marca 1913 w Chicago, zm. 11 sierpnia 1958 w Del Norte) – amerykański koszykarz, występujący na pozycji środkowego, członek Koszykarskiej Galerii Sław.

## Osiągnięcia
AAU
- 3-krotny mistrz AAU (1937, 1939, 1942)[1]
- 6-krotny finalista AAU (1938, 1940, 1943–1945, 1948)[2]
- 10-krotnie zaliczany do składów AAU All-America (1937–40, 1942–46, 1948)[1]

Inne
- Wybrany do:
  - Koszykarskiej Galerii Sław im. Jamesa Naismitha (1963)[1]
  - Galerii Sław Sportu Kolorado (1968)[3]
  - Galerii Sław Helms Foundation (1957)[3]
- Los Angeles Sports Award Medallion (1943 – Najlepszy koszykarz w USA)[3]